# 池脇千鶴
池脇千鹤（1981年11月21日—），日本女演員，大阪府東大阪市出身。為日本吉本興業事務所SSM旗下一員。大阪府立玉川高校中退。

## 略歷
- 1997年參加日本東京電視台節目ASAYAN的第二次『CM美少女企劃』，被日本導演市川準相中，於8000名競選者中脫穎而出，成為第八代『三井房屋rehouse』廣告美少女並正式出道。
- 1999年在市川準導演電影《大阪物語》中的表演博得好評，獲多項新人獎。
- 2004年在電影《Jose與虎魚們》中挑戰與妻夫木聰的床戲，成為話題。獲第18回高崎電影節最佳女主角。

## 主要作品
註：片名粗體字表「主演」

### 電視劇
- 1998 《德川慶喜》 - 小櫻
- 1998 《世紀末之詩》 - 石田涼子
- 1999 《救命病棟24小時》 - 大原奈緒子
- 1999 《唇膏》（リップスティック） - 井川真白
- 1999 《美人》 - 門倉純
- 2000 《夏之雪》 - 篠田知佳
- 2001 《美食人生》 - 山中木葉
- 2002 《鐵道員》 - 雪子
- 2002 《太陽季節》 - 和泉英子
- 2002 《怪談百年物語》第9回「幽魂阿初」 - 阿雅
- 2002 《相棒》最終回スペシャル - 川端蘭子
- 2003 《大奧》 - 丸
- 2005 《浪花金融道6》 - 市村朱美
- 2006 《時效警察》第二話客串 - 藤山栞
- 2006 《世界奇妙物語15週年紀念篇～Replay》 - 戶村涼子
- 2007 《風林火山》 - 三條夫人
- 2007 《還以為要死了？！》 - 鳴海
- 2008 《刑事現場》 - 瀨戶山瑞穗
- 2008 《傳說的刑警》第6話「潜入捜査」 - 佐伯杏子
- 2011 《蝴蝶小姐～最後武士之女」 - 谷川ユリ
- 2012 《贖罪》 - 小川由佳
- 2012 《タイトロープの女》 - 十倉由梨
- 2012 《東野圭吾推理劇場》第6話「シャレードがいっぱい」 - 中瀬弘恵
- 2017 《對不起，我愛你》 - 河合若菜
- 2025 《怪變》 - 松野フミ

### 電影
- 1999 《大阪物語》 - 霜月若菜
- 2000 《金髮之草原》 - 古代なりす
- 2002 《化粧師 KEWAISHI》 - 沼田時子
- 2002 《貓之報恩》（配音） - 小春
- 2002 《Jose與虎魚們》（主演） - 喬瑟
- 2003 《日出前向青春告別》 - 千代
- 2005 《火火》 - 長坂みどり
- 2005 《機動戰士Z高達Ⅱ 戀人們》（配音） - サラ・ザビアロフ
- 2006 《草莓蛋糕》（主演） - 里子
- 2007 《琴之森》（配音） - 一ノ瀬怜子
- 2008 《音符和海帶》（主演） - 小暮花梨
- 2008 《與狗狗的10個約定》 - 井上優子
- 2008 《越過山丘》 - 細川葉子
- 2008 《螢火蟲之墓》 - 年輕寡婦
- 2008 《20世紀少年》 - アルバイト店員・エリカ
- 2008 《無家可歸的中學生》 - 田村幸子
- 2009 《感染列島》 - 真鍋麻美
- 2010 《甜蜜小謊言》 - 三浦志保
- 2010 《野薔薇理髮院》 - 小朋
- 2010 《必死剣 鳥刺し》 - 里尾
- 2011 《白兔玩偶》 - 後藤由起
- 2011 《神的診療簿》 - 東西直美
- 2011 《指輪をはめたい》 - 鈴木和歌子
- 2012 《はさみ hasami》 - 永井久沙江
- 2013 《爆心 長崎の空》 - 高森美穂子
- 2013 《宅男的戀愛字典》 - 三好麗美
- 2013 《凶悪》 - 藤井洋子
- 2013 《不完美情人》 - 柿之内愛実
- 2013 《くじけないで》 - ハローワーク担当者
- 2014 《神的診療簿2》 - 東西直美
- 2014 《陽光只在這裡燦爛（日语：そこのみにて光輝く）》 - 大城千夏
- 2014 《海月姬》 - ばんば
- 2015 《你是好孩子（日语：きみはいい子）》 - 大宮陽子
- 2016 《怒》（2016年，東寶、導演：李相日） - 明日香[1]
- 2018 《十年日本》 - 母親

## 書籍
- 1999   池脇千鶴 這樣的我 (日本文藝社) ISBN 4537026774
- 2006  「NHK大河劇‧故事　風林火山」前編・後編 (NHK出版) ISBN 9784149233451、ISBN 9784149233468
- 2006  「風林火山完全指南手冊」(東京News通信社)
- 2006  「別冊The Television NHK大河劇風林火山」(角川書店)

## 獎項
- 1999年 電影《大阪物語》
  - 大阪電影節 最優秀新人賞
  - 第24回 報知電影賞 最優秀新人賞
  - 第54回 每日電影獎 新人賞
  - 第21回 橫濱電影節 最優秀新人賞
  - 第14回 高崎電影節 最優秀新人女優賞
  - 第73回 電影旬報 日本映画新人女優賞
  - 第23回 日本電影金像獎 新人賞
- 2002年 電視劇《太陽的季節》
  - 第10回橋田獎 新人獎
- 2004年 電影《Jose與虎魚們》
  - 第18回高崎電影節（日语：高崎映画祭） 最優秀主演女優賞
- 2013年 電影《宅男的戀愛字典》、《凶悪》、《不完美情人》
  - 第38回報知電影獎 最佳女配角
  - 大阪電影節 助演女優賞（《潔く柔く》、《凶悪》、《宅男的戀愛字典》、《爆心～長崎之空》、《くじけないで》）
- 2014年 電影《陽光只在這裡燦爛（日语：そこのみにて光輝く）》
  - 第69回每日電影獎 最佳女主角
  - 第38回日本電影金像獎 優秀主演女優賞
  - 第6回TAMA電影獎（日语：TAMA映画賞） 最佳女主角
  - 第9屆亞洲電影大獎 最佳女配角
  - 第24回日本電影影評人大獎 最佳女配角（《陽光只在這裡燦爛（日语：そこのみにて光輝く）》、《海月姬》）
  - 第10回 大阪電影節 最優秀主演女優賞
- 2019年 電影《半世界（日语：半世界）》
  - 第41回橫濱電影節 最佳女配角
  - 第74回每日電影獎 最佳女配角
  - 第93回電影旬報獎 最佳女配角

## 外部連結
- 官方網站 （页面存档备份，存于）